# Нина Станисављевић
Нина Станисављевић (Лесковац, 17. мај 2004) је српска пливачица и репрезентативка.

## Спортска каријера
Освојила је златну медаљу на 19. Медитеранским играма у Орану које су одржане 2022. године. Проглашена је за најбољу пливачицу Србије, обзиром да је на одржаном Првенству Србије 2022. године освојила укупно шест златних медаља.
На Медитеранским играма освојила је златну медаљу у дисциплини 50м леђним стилом. До ове медаље је дошла у времену од 28,59 секунди.
У квалификацијама, Нина је заузела прво место са резултатом 28,60, што је наговестило да је спремна за највиши пласман. У финалу је отпливала готово идентичан резултат, односно једну стотинку брже и то јој је донело златну медаљу. Чланица је Пливачког клуба Дубочица.